# Minora Czerkasy
SK Minora Czerkasy (ukr. СК «Мінора» Черкаси) – ukraiński klub futsalu kobiet, mający siedzibę w mieście Czerkasy w środkowej części kraju, grający w latach 1995–2006 w rozgrywkach futsalowej Wyższej Ligi kobiet.

## Historia
Chronologia nazw:
- 1994: Minora Czerkasy (ukr. «Мінора» Черкаси)
- 2011: klub rozwiązano

Klub futsalu Minora został założony w Czerkasach w 1994 roku. W debiutowym sezonie 1995 drużyna futsalu zgłosiła się do rozgrywek futsalowej Wyższej Ligi kobiet, zajmując trzecie miejsce. W następnym sezonie 1996 zespół znów był trzecim, a w 1997 zdobył wicemistrzostwo. W kolejnych czterech sezonach zajmował czwarte miejsce. W 1995 i 1998 w rozgrywkach Pucharu Ukrainy był trzecim. W 2011 klub został rozwiązany.

## Sukcesy

### Trofea międzynarodowe
Nie uczestniczył w rozgrywkach europejskich (stan na 31-05-2021).

### Trofea krajowe
| \| \| Zdobyte trofea w rozgrywkach Ukrainy (stan na: 31-05-2021) \| |                                                            |      |            |
| Rozgrywki                                                           | Osiągnięcie                                                | Razy | Sezon(y)   |
| · Mistrzostwo                                                       | I miejsce                                                  | 0    |            |
| · Mistrzostwo                                                       | II miejsce                                                 | 1    | 1997       |
| · Mistrzostwo                                                       | III miejsce                                                | 2    | 1995, 1996 |
| Puchar                                                              | zdobywca                                                   | 0    |            |
| Puchar                                                              | finalista                                                  | 0    |            |
| Puchar                                                              | 3.miejsce                                                  | 2    | 1995, 1998 |
| · Superpuchar                                                       | zdobywca                                                   | 0    |            |
| · Superpuchar                                                       | finalista                                                  | 0    |            |
| II liga                                                             | I miejsce                                                  | 0    |            |
| II liga                                                             | II miejsce                                                 | 0    |            |
| II liga                                                             | III miejsce                                                | 0    |            |
| Ukraina                                                             | Zdobyte trofea w rozgrywkach Ukrainy (stan na: 31-05-2021) |      |            |

## Poszczególne sezony

### Rozgrywki międzynarodowe

#### Europejskie puchary
Nie uczestniczył w rozgrywkach europejskich (stan na 31-05-2021).

### Rozgrywki krajowe
| \| \| Bilans występów klubu w rozgrywkach Ukrainy (Stan na 31 maja 2021 r.) \| |                                                                       |        |       |   |   |   |    |    |     |           |        |        |      |
| Poziom                                                                         | Rozgrywki                                                             | Sezony | Mecze | Z | R | P | B+ | B– | Pkt | Lata      | Awanse | Spadki | Naj. |
| I                                                                              | Wyszcza liha                                                          | 13     |       |   |   |   |    |    |     | 1995–2007 | 0      | 0      | 2    |
| II                                                                             | Persza liha                                                           | 0      |       |   |   |   |    |    |     |           | 0      | 0      |      |
|                                                                                | Puchar Ukrainy                                                        | ?      |       |   |   |   |    |    |     | 1995–200? | 0      | 0      | 3    |
| Ukraina                                                                        | Bilans występów klubu w rozgrywkach Ukrainy (Stan na 31 maja 2021 r.) |        |       |   |   |   |    |    |     |           |        |        |      |

## Struktura klubu

### Hala
Drużyna rozgrywa swoje mecze w Hali SK Budiwelnyk, znajdującej się przy ul. Chimikiw 1 w Czerkasach.

### Inne sekcje
Klub oprócz głównej drużyny prowadzi drużynę młodzieżowe oraz dla dzieci, grające w turniejach miejskich.

### Derby
- Nika-Peduniwersytet Połtawa
- Biłyczanka Kociubynśke